# Lang Jánosné
Lang Jánosné Steiner Zsuzsanna (Sopron, 1927 – Sopron, 2012. január 14.) matematika–fizika szakos tanár.

## Tanulmányai
A soproni Állami Leánygimnáziumban érettségizett 1946-ban, majd a Szent Orsolyita Rend a soproni tanítóképzőjében tanítói oklevelet szerzett. Matematika–fizika szakos tanári diplomáját 1952-ben a Szegedi Tudományegyetemen szerezte meg. Közben az egyetem Kísérleti Fizikai Tanszékén 1951-től gyakornok, majd tanársegéd 1954-ig.

## Életpályája

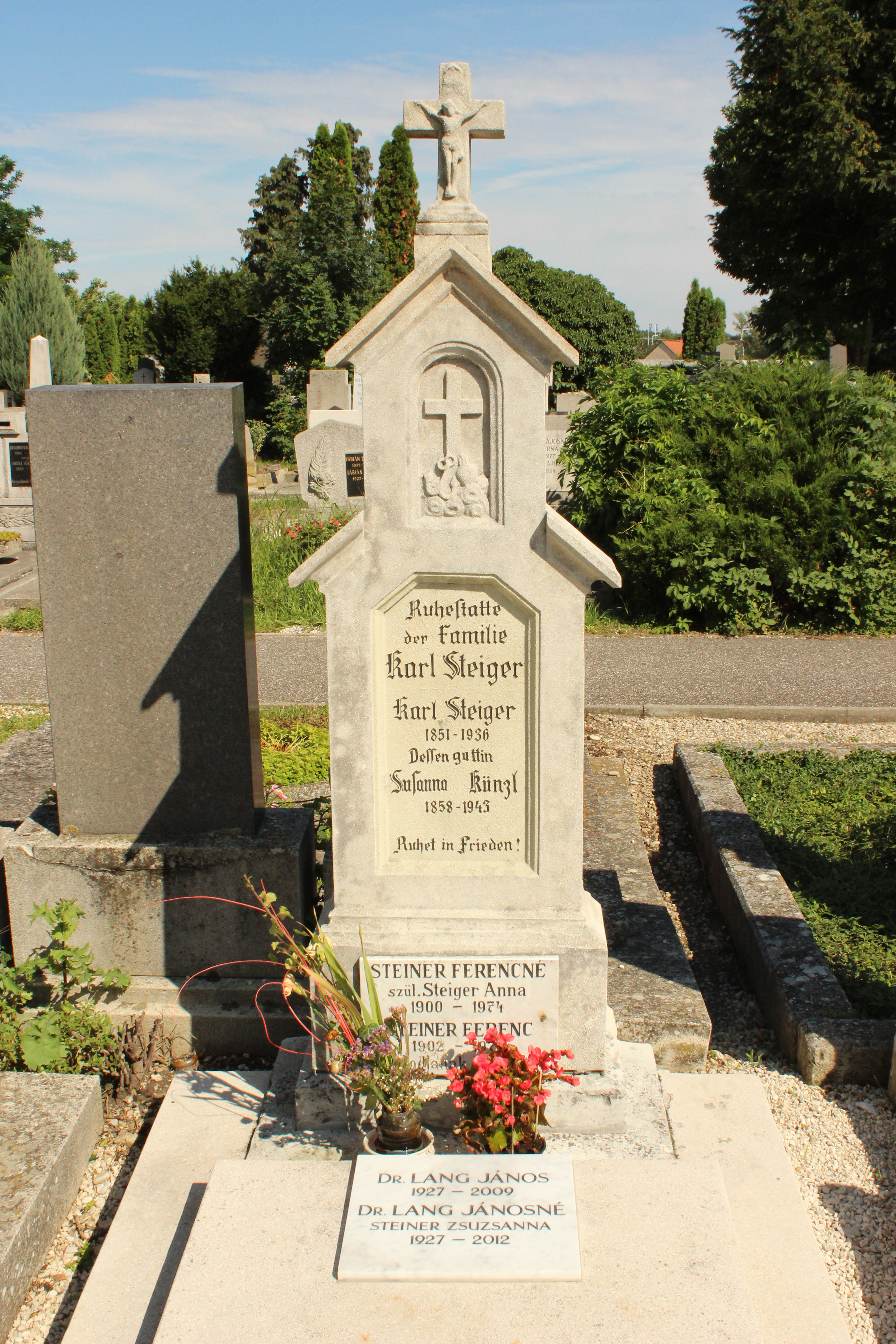
Lang Jánosné sírja Sopronban

1954-től a szegedi Tömörkény István Gimnázium és Művészeti Szakközépiskola tanára lett, itt tanított egészen 1987-ig. Az 1960-as évek közepétől 1985-ig Csongrád megye egyik fizika-szakfelügyelője volt. Ezzel párhuzamosan 1974-től a szegedi egyetemen szakmódszertani előadásokat, laboratóriumi gyakorlatokat tartott a  fizika tanárszakos hallgatóknak.
Nyugdíjba vonulása után 1985-ben visszaköltözött Sopronba. Itt fél évet a Róth Gyula Erdészeti Szakközépiskolában, később Harka, majd Ágfalva általános iskolájában tanított. 1996–2004 között teljes óraszámban tanított a soproni Berzsenyi Dániel Evangélikus Gimnáziumban. Szerepet vállalt a német nemzetiségi tagozat létrehozásában, német nyelven is tanított matematikát és fizikát. Kidolgozta a képzés tantervi hátterét és kezdeményezője volt a természettudományok német nyelven való tanításának.
Már egyetemistaként az Eötvös Loránd Fizikai Társulat tagja, az 1980-as években a társulat egyik alelnökeként is tevékenykedett.
2012-ben hunyt el, sírja Sopronban, az Evangélikus temetőben van.

## Főbb publikációi
- A'-mi vólt, vittatni való : válogatás Dugonics András matematikai írásaiból, (az egyes bizonyításokat mai nyelvre átírta és bevezető Lang Jánosné et al.), Szegedi Tömörkény István Gimnázium, Szeged, 1970
- Oktatási programok a fizika tanításához : Elektromosságtan, (Diós Józseffel), Tankönyvkiadó, Bp., 1974-1976, ISBN 963-17-0563-3 (1. köt.), ISBN 963-17-1822-0 (2. köt.)

## Kitüntetések, díjak
- Oktatásügy Kiváló Dolgozója (1958)
- Kiváló Tanár (1968)
- Mikola Sándor-díj (1971)
- Apáczai Csere János-díj (1976)
- Rátz Tanár Úr-életműdíj (2006)

## Emlékezete
- Nevét a Steinerzsuzsanna nevű, Sárneczky Krisztián és Szalai Tamás által 2004-ben felfedezett kisbolygó őrzi. (A névjavaslat az egyik felfedezőtől, Szalai Tamástól származik, aki középiskolásként Lang Jánosné egyik tanítványa volt.)